# Syringa prestoniae
Syringa prestoniae är en syrenväxtart som beskrevs av Mckelvey. Syringa prestoniae ingår i släktet syrener, och familjen syrenväxter. Inga underarter finns listade i Catalogue of Life.